# Un día (One Day)
Un día (One Day) è un singolo del cantante colombiano J Balvin, della cantante britannica Dua Lipa e del rapper portoricano Bad Bunny, pubblicato il 24 luglio 2020 come primo estratto dal sesto album in studio di J Balvin Jose ed incluso nella ristampa del secondo album in studio di Dua Lipa Future Nostalgia: The Moonlight Edition.

## Descrizione
Un día (One Day), che vede la partecipazione del produttore discografico portoricano Tainy, è composto in chiave Fa diesis minore ed ha un tempo di 168 battiti per minuto. Contiene un'interpolazione tratta dal brano Sol, playa y arena del cantante Tito "El Bambino".

## Video musicale
Il video musicale, diretto da Stillz, è stato reso disponibile il 24 luglio 2020 in concomitanza con l'uscita del brano e conta la presenza dell'attrice spagnola Úrsula Corberó. Nell'ambito degli E! People's Choice Awards annuali è stato candidato nella categoria Videoclip del 2020.

## Tracce
Testi e musiche di José Álvaro Osorio Balvin, Dua Lipa, Benito Antonio Martinez Ocasio, Daystar Peterson, Marcos Masis, Alejandro Borrero, Ivanni Rodríguez e Clarence Coffee Jr..
1. Un día (One Day) (feat. Tainy) – 3:51

## Formazione
- J Balvin – voce, produzione esecutiva
- Dua Lipa – voce
- Bad Bunny – voce
- Tainy – voce, produzione, registrazione
- Josh Gudwin – missaggio
- Elijah Marrett-Hitch – assistenza al missaggio
- Colin Leonard – mastering

## Successo commerciale
Nella Official Singles Chart britannica Un día (One Day) ha esordito in 72ª posizione grazie a 6 867 unità di vendita distribuite nel paese durante la sua prima settimana di disponibilità.
In Italia il brano è stato il 54º più trasmesso dalle radio nel 2020.

## Classifiche

### Classifiche settimanali
| Classifica (2020-22)  | Posizione massima |
| --------------------- | ----------------- |
| Argentina             | 22                |
| Belgio (Fiandre)      | 51                |
| Belgio (Vallonia)     | 18                |
| Bulgaria              | 3                 |
| Canada                | 70                |
| Colombia              | 1                 |
| Costa Rica            | 8                 |
| Croazia               | 47                |
| Estonia               | 15                |
| Francia               | 144               |
| Germania              | 94                |
| Grecia                | 38                |
| Irlanda               | 55                |
| Italia                | 23                |
| Lituania              | 48                |
| Messico               | 2                 |
| Paesi Bassi           | 24                |
| Paraguay              | 98                |
| Perù                  | 22                |
| Polonia               | 10                |
| Portogallo            | 18                |
| Regno Unito           | 72                |
| Repubblica Dominicana | 9                 |
| Romania               | 31                |
| Spagna                | 6                 |
| Stati Uniti           | 63                |
| Svizzera              | 30                |

### Classifiche di fine anno
| Classifica (2020) | Posizione |
| ----------------- | --------- |
| Italia            | 80        |
| Paesi Bassi       | 95        |
| Polonia           | 88        |
| Portogallo        | 97        |
| Spagna            | 47        |
| Classifica (2021) | Posizione |
| Portogallo        | 109       |